# Вулиця Садова (Львів)
Вулиця Садова — вулиця у Залізничному районі міста Львова, в місцевостях Скнилівок та Кульпарків. Сполучає вулиці Кульпарківську та Симона Петлюри. Прилучаються вулиці Вечірня, Пустомитівська та Ранкова.

## Історія
Вулиця утворилася на початку 1930-х роках в межах тоді ще підміського села Скнилівок і 1933 року була названа на честь Юзефа Точинського, учасника польського січневого повстання 1863 року, керівника фінансового департаменту Національного польського уряду під час диктатури Ромуальда Траугутта і ця назва збереглася до 1946 року, коли вулиця отримала сучасну назву — Садова. Невеличке відгалуження від основної вулиці мало назву — вулиця Дворова, яку у 1958 році перейменували на вулицю Бічну Садову, а 1977 року приєднали до вулиці Садової.

## Забудова

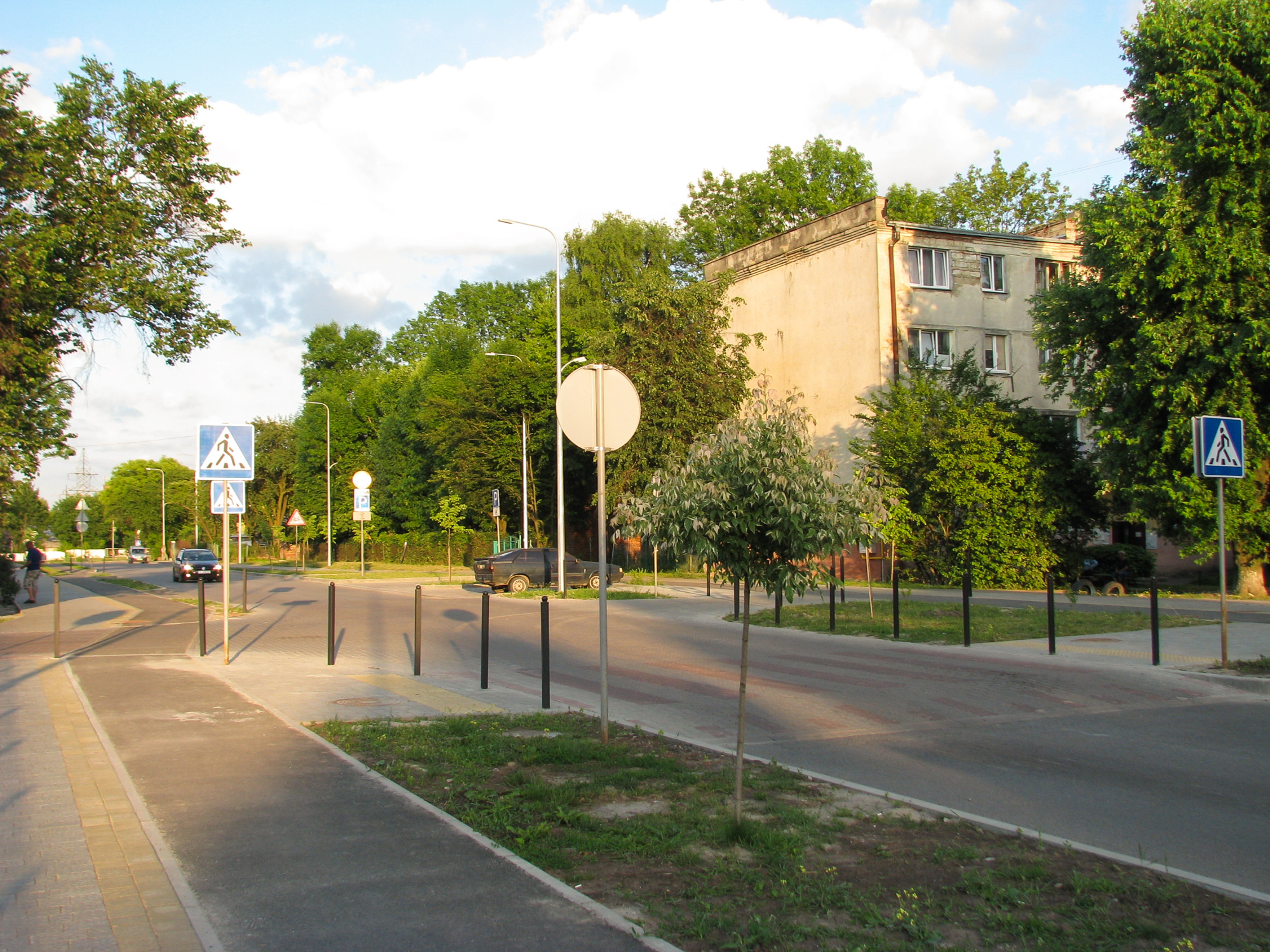
Підняте перехрестя на вул. Садовій

Нумерація будинків на вулиці Садовій починається від вулиці Кульпарківської. З правого боку вулиці Садової розташовувалася промислова забудова, а саме територія Львівської автобази № 6 (вул. Кульпарківська, 96), кооператив індивідуальних забудовників гаражів «Автолюбитель-1» (від травня 1982 року, вул. Садова, 2) та склади ПАТ „Завод «Львівсільмаш»“ (вул. Садова, 2а). На території колишньої автобази нині триває масштабне будівництво комплексу «Safe Town». Нині деякі будівлі колишніх складів «Львівсільмашу» реконструйовано під офісно-складські приміщення, а деякі було демонтовано. Нині у реконструйованих корпусах розташовано станцію технічного обслуговування автомобілів; аптека та гуртовий склад фармацевтичної компанії «Аптека „Пульс“»; АТС-292, автомийка та офіси різних компаній. Відразу за ринком «Новий» під № 2а розташований торговий центр «Sodova», збудований у 2022—2023 роках на місці старої складської будівлі. На першому поверсі торгового центру розташований найбільший супермаркет «Сільпо» у Львові. Новий «Сільпо» у Львові виконаний у стилі неофолк. Візуальний стиль нового магазину базується на українській традиційній стилістиці. Над концепцією дизайну магазину працював митець та технологічний художник Roman Chizz.
Під № 2д розташований офісно-діловий комплекс класу «В+» «Матриця», збудований за проєктом, розробленим фахівцями ПрАТ «Львівський проектний інститут» під керівництвом Юліана Чаплінського, на той час головного архітектора міста Львова. Тут нині міститься головний європейський офіс компанії «SoftServe». Унікальний дизайн семиповерхового офісу із прозорими стінами кабінетів, кольоровими акцентами та мотивуючими цитатами, окремо підібраними не лише для кожного поверху, але й для кожного приміщення усередині. Перед офісом розташований великий автомобільний та велосипедний паркінги для працівників та гостей компанії. 
З лівого боку від основної дороги відгалужується міжквартальна дорога, яка прямує у глибину забудови вулиці Садової. Тут під № 4, 6, 8 розташовані двоповерхові житлові будинки барачного типу, збудовані у 1950-х роках, чотири-, п'яти- та дев'ятиповерхові житлові будинки, збудовані у 1960—1980-х роках, а також декілька будинків індивідуальної забудови. Серед житлової забудови під № 20 розташована двоповерхова будівля закладу дошкільної освіти (ясла-садок) компенсуючого типу № 86, у двоповерховому будинку садибного типу під № 11 міститься готель «Преміум». 
Закінчується вулиця Садова на межі з критим продуктовим ринком «Новий» (вул. Петлюри, 11), а з іншого — невеличкий сквер з вуличною скульптурою, які також належать до вулиці Симона Петлюри.

## Інфраструктура

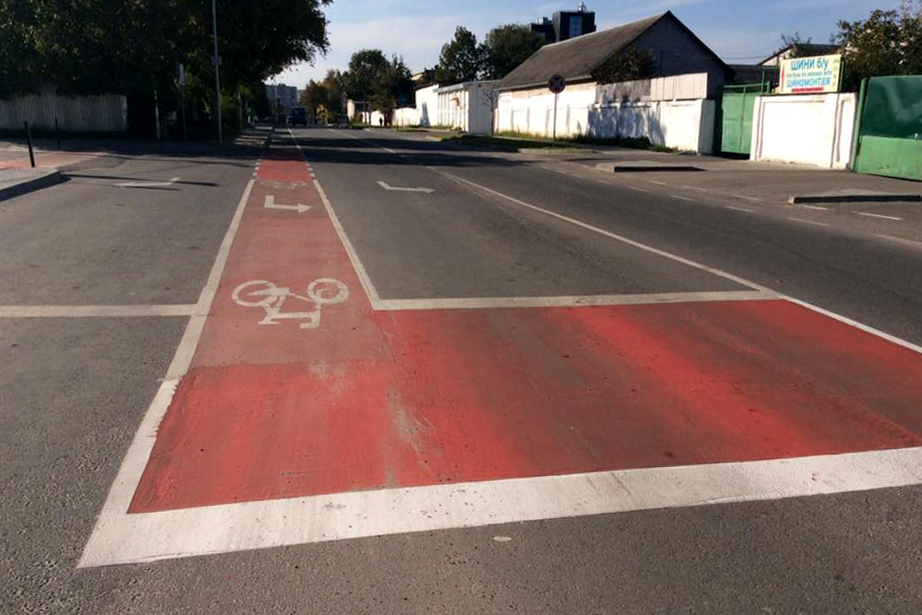
Велошлюз на вул. Садовій

На вулиці облаштовано проїжджу частину дороги шириною в дві смуги (по одній для руху в кожен бік), тротуари, зелені зони. Певний період, після відкриття на вулиці Садовій візового центру, спостерігалися значні проблеми з порушенням правил паркування — водії почали паркувати автомобілі на газонах, тротуарах або при дорозі. Через це на вулиці, що раніше не вирізнялася великим потоком автомобілів, почали часто утворюються затори. З цим намагалися боротися спочатку встановленням знаків заборони паркування, пізніше встановленням роздільчого острівця посередині дороги. Втім, проблема не вирішилася, поки візовий центр не переїхав 2015 року у ТРЦ «Форум Львів».
У 2016 році вулиця пройшла реконструкцію, що зробило її сучасною та зручною для відвідувачів та мешканців. Зокрема, крім повної заміни покриття, було перерозподілено простір — на вулиці були облаштовані паркувальні місця вздовж проїжджої частини, споруджено велосипедні доріжки та велосмуги, створено пішохідну прибудинкову територію, встановлено лавки та велопарковки, облаштовано хідники із тактильною плиткою. Під час реконструкції на вулиці Садовій було облаштовано перше в Україні підвищене перехрестя. Крім того, вздовж вулиці облаштовано підвищені переходи в місцях заїздів у двори. Також на Садовій облаштовано перший в Україні велошлюз. Ці інженерні прийоми підвищили рівень безпеки учасників дорожнього руху.